# Franz Grainer
Franz Grainer (28. září 1871, Bad Reichenhall – 1948, Mnichov) byl královský bavorský dvorní fotograf.

## Život a dílo
Krátce po přelomu století vytvořil řadu portrétů dětí posledního korunního prince Bavorska, Rupprechta, zejména jeho prvorozeného syna Luitpolda; dále portrétoval syna Albrechta, který jako jediný z nich dosáhl dospělosti. V roce 1919 byl jedním ze zakládajících členů Společnosti německých fotografů (Gesellschaft Deutscher Lichtbildner, GDL), předchůdce Německé fotografické akademie (Deutschen Fotografischen Akademie), kde se stal předsedou.
Vedle portrétní fotografie se zabýval fotografií aktu, obzvláště ve dvacátých letech. Mezi jeho žáky patřil mimo jiné také Hans Siemssen. Graingerova díla jsou mimo jiné v Folkwangově muzeu v Essenu a ve Fotografickém muzeu Mnichovského městského muzea.

## Díla
- Aus freier Wildbahn. Thierstudien aus den Hochalpen in Momentaufnahmen von Franz Grainer königl. bayer. Hofphotograph, Berlín 1898
- Das neuzeitliche Damenbildnis, in: Das Deutsche Lichtbild. Jahresschau 1927, Berlín 1927

## Galerie

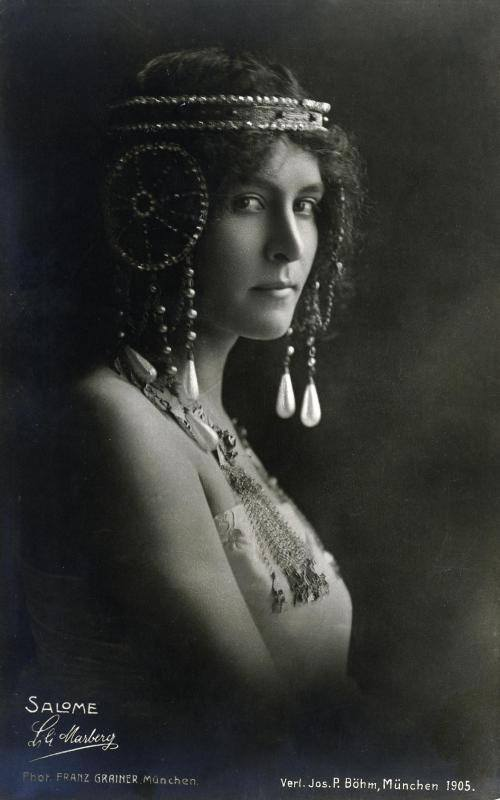
Lili Marberg, asi 1905
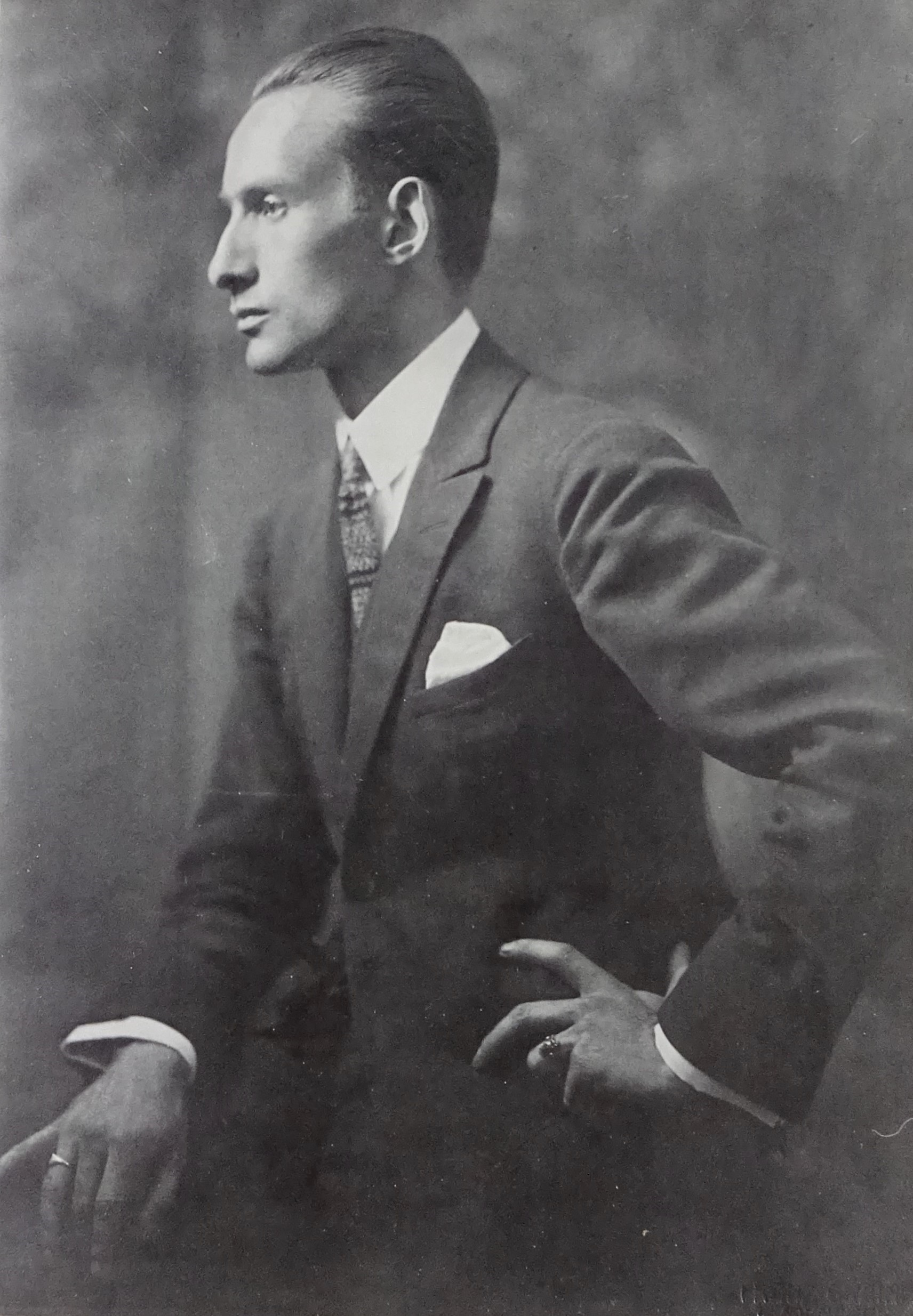
Christian Schad, 1912
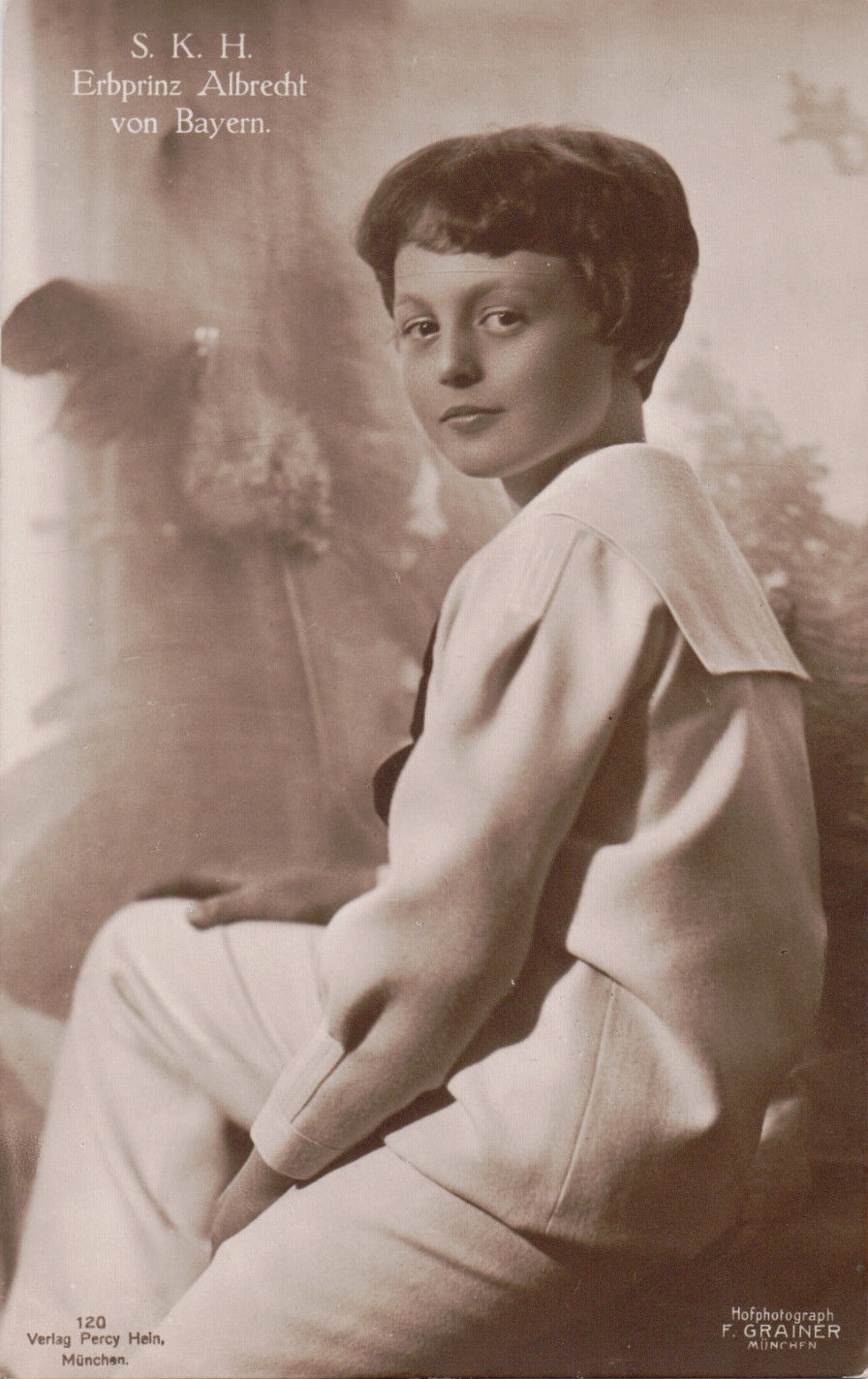
Albrecht von Bayern, asi 1915
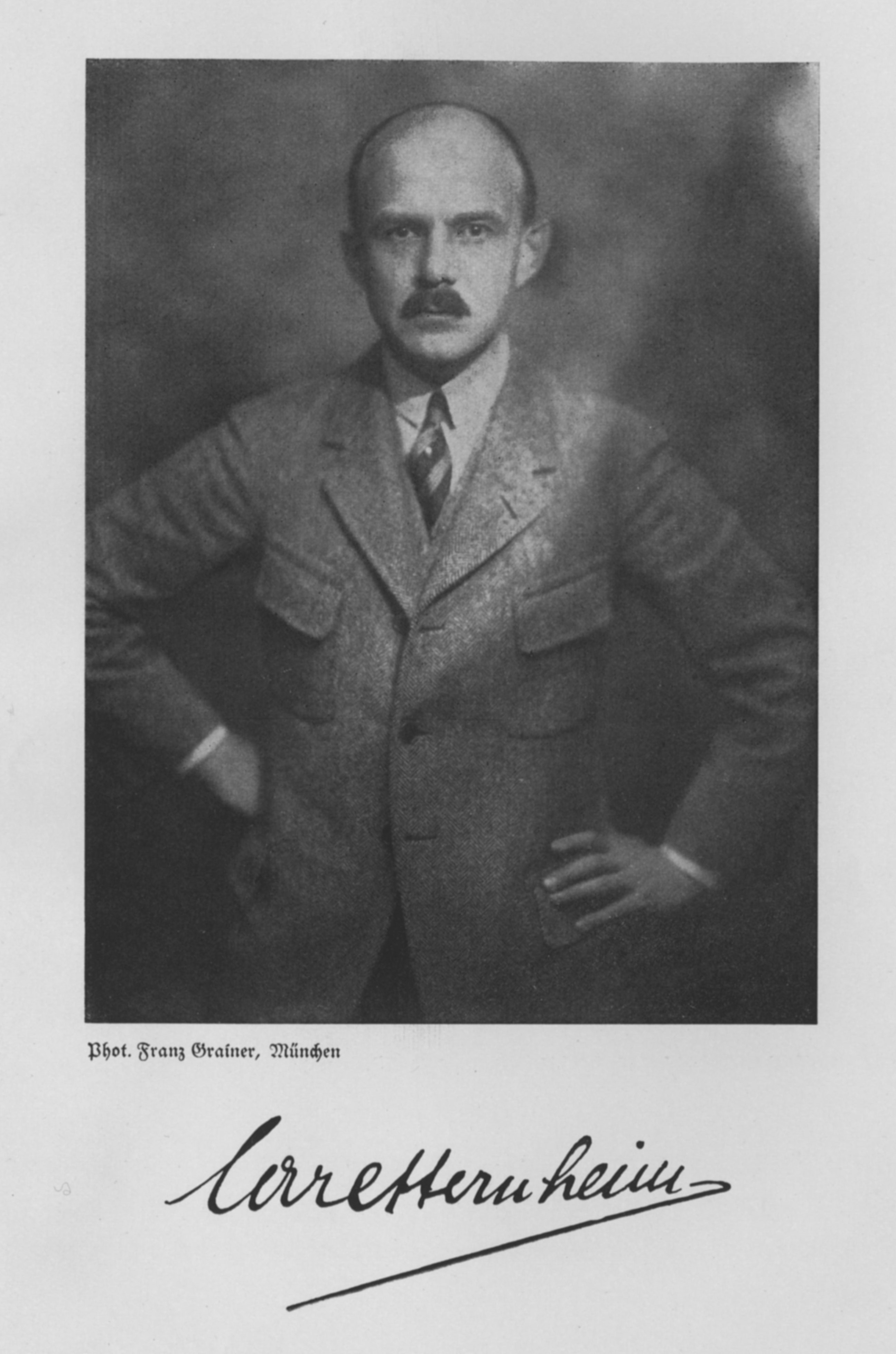
Carl Sternheim, asi 1921
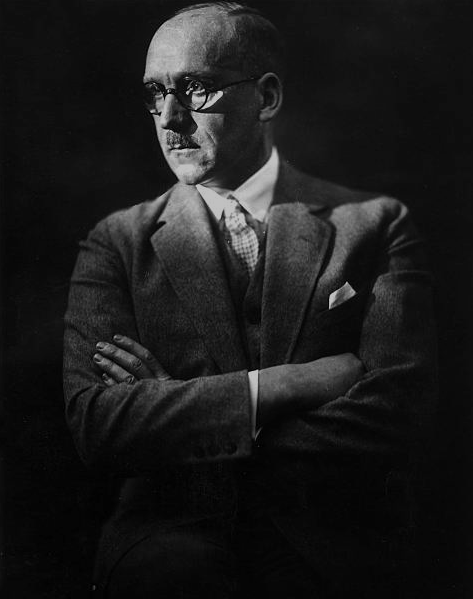
Ferdinand Sauerbruch, 1927
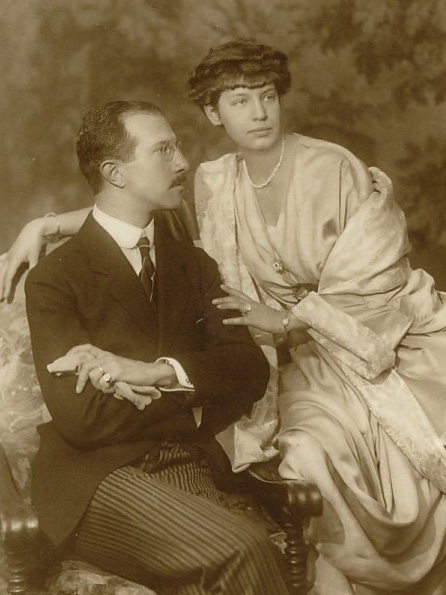
Prince Adalbert of Bavaria with Countess Augusta von Seefried auf Buttenheim
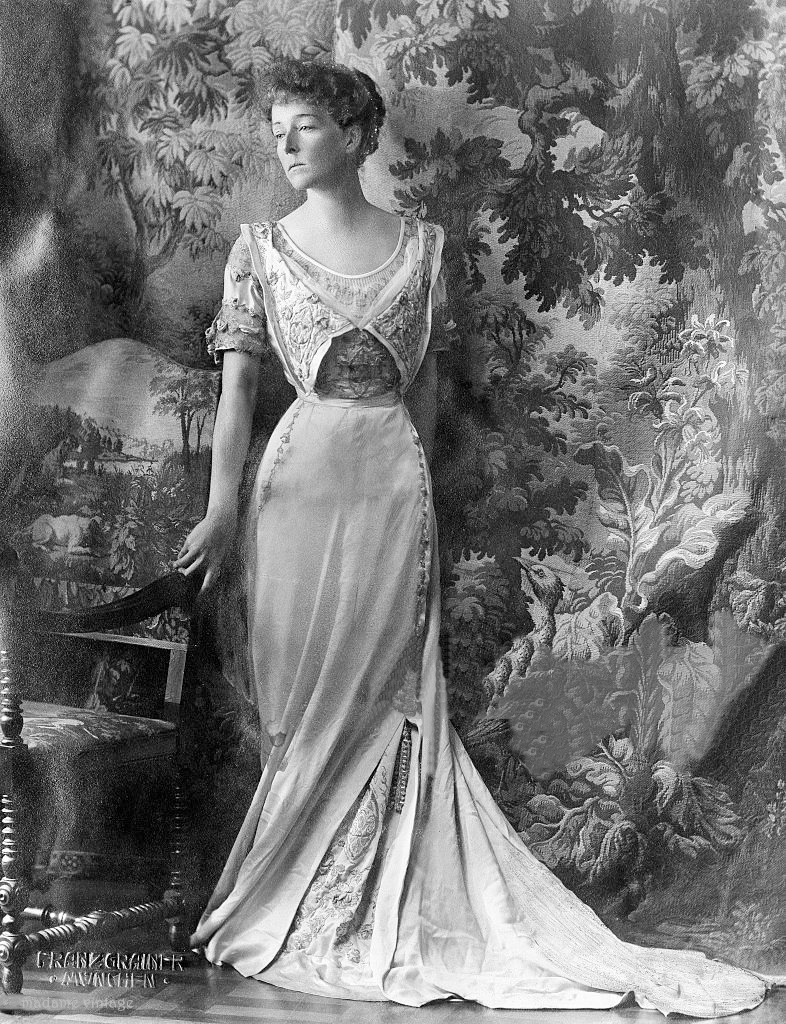
Countess Sophie Adelheid of Toerring - Jettenbach
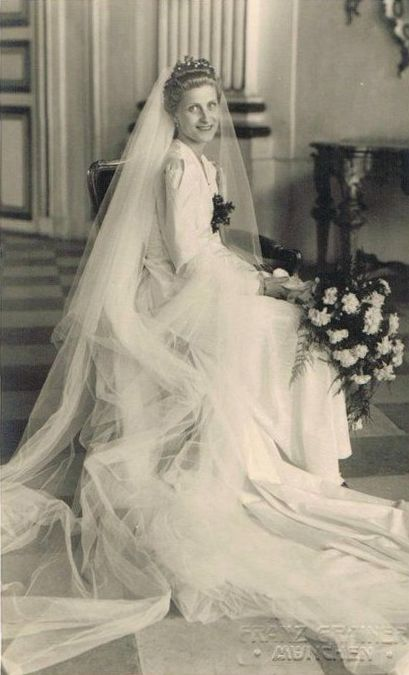
Elisabeth Maria of Bavaria